# Paralastor viduus
Paralastor viduus är en stekelart som beskrevs av Perkins 1914. Paralastor viduus ingår i släktet Paralastor och familjen Eumenidae. Inga underarter finns listade i Catalogue of Life.